# Lucius Caesennius Sospes
Lucius Caesennius Sospes (vollständige Namensform Lucius Caesennius Publi filius Stellatina Sospes) war ein im 1. und 2. Jahrhundert n. Chr. lebender römischer Politiker. Durch eine unvollständig erhaltene Inschrift, die bei Antiochia Pisidiae gefunden wurde, ist seine Laufbahn bekannt, die als cursus inversus, d. h. in absteigender Reihenfolge wiedergegeben ist.
Sospes übte zunächst im Rahmen des Vigintivirats für ein Jahr das Amt eines IIIvir aere argento auro flando feriundo in Rom aus. Anschließend leistete er seinen Militärdienst als Tribunus militum in der Legio XXII Primigenia. Danach war er als Quaestor dem Statthalter der Provinz Creta et Cyrene zugeordnet. Nach Rom zurückgekehrt, wurde er Aedilis curulis und Praetor.
Im Anschluss war er Praefectus frumenti dandi und Curator coloniarum et municipiorum. Danach wurde er Kommandeur (Legatus legionis) der Legio XIII Gemina. Mit dieser Legion nahm er an einem Feldzug gegen Sueben und Sarmaten teil und erhielt dafür folgende militärische Auszeichnungen (donato donis militaribus expeditione Suebica et Sarmatica): eine Corona muralis, eine Corona vallaris und eine Corona aurea sowie jeweils dreimal die Hasta pura und das Vexillum.
Danach wurde er Statthalter (Legatus Augusti pro praetore) in einer Provinz, die in der Inschrift als provinciarum Galatiae Pisidiae Phrygiae Lycaoniae Isauriae Paphlagoniae Ponti Galatiae Ponti Polemoniani Armeniae angegeben ist. Zu einem unbestimmten Zeitpunkt während seiner Laufbahn wurde er Mitglied in der Priesterschaft der Fetialen.
Durch zwei Militärdiplome, die auf den 3. oder 4. Mai 114 und auf den 19. Juli 114 datiert sind, ist belegt, dass Sospes 114 zusammen mit Gaius Clodius Nummus Suffektkonsul war; die beiden übten das Amt vom 1. Mai bis zum 31. August des Jahres aus.
Sospes war in der Tribus Stellatina eingeschrieben. Er war vermutlich der Enkel von Lucius Iunius Caesennius Paetus, einem ordentlichen Konsul im Jahr 61.

## Expeditio Suebica et Sarmatica
Der Zeitpunkt, zu dem Sospes das Kommando über die Legio XIII Gemina ausübte und zu dem der Feldzug gegen Sueben und Sarmaten (Expeditio Suebica et Sarmatica) stattfand, wird von Historikern unterschiedlich angesetzt. Laut Bernard Rémy haben zahlreiche Historiker ihn in das Jahr 92 datiert, als unter Domitian (81–96) Kämpfe in der Provinz Pannonia gegen diese Volksstämme stattfanden; Hans-Georg Pflaum war dagegen der Ansicht, dass dieser Krieg in das Jahr 107 datiert werden sollte. Bernard Rémy ist der Ansicht, dass diese Frage nur durch den Fund neuer Dokumente geklärt werden kann. Bogdan Muscalu geht davon aus, dass Sospes seine militärischen Auszeichnungen unter Domitian erhielt.

## Statthalter
Der Zeitpunkt, zu dem Sospes die Statthalterschaft ausübte, wird von Historikern unterschiedlich angesetzt. Werner Eck datiert die Statthalterschaft in das Amtsjahr 93/94; er hält es für möglich, dass er auch noch im Amtsjahr 94/95 für kurze Zeit tätig war. Eck folgt bzgl. der Datierung Ronald Syme, der annimmt, dass es sich um eine vorübergehende Statthalterschaft in einem Teil der Provinz Galatia et Cappadocia nach dem Tod von Lucius Antistius Rusticus gehandelt haben dürfte.
Bernard Rémy nimmt dagegen an, dass Sospes zum ersten Statthalter der Provinz Galatia ernannt wurde, die unter Trajan (98–117) wieder zu einer eigenständigen Provinz wurde; er datiert die Statthalterschaft in die Amtsjahre von 111/112 bis 113/114.